# Rock Valley
Rock Valley is een plaats (city) in de Amerikaanse staat Iowa, en valt bestuurlijk gezien onder Sioux County.

## Demografie
Bij de volkstelling in 2000 werd het aantal inwoners vastgesteld op 2702. In 2006 is het aantal inwoners door het United States Census Bureau geschat op 2971, een stijging van 269 (10,0%).
In Rock Valley wonen vele (nakomelingen van) Nederlandse emigranten. Er bevindt zich een Gereformeerde Gemeente (Netherlands Reformed Congregation) met 1486 leden.

## Geografie
Volgens het United States Census Bureau beslaat de plaats een oppervlakte van 4,5 km², waarvan 4,4 km² land en 0,1 km² water. Rock Valley ligt op ongeveer 381 m boven zeeniveau.

## Plaatsen in de nabije omgeving
De onderstaande figuur toont nabijgelegen plaatsen in een straal van 16 km rond Rock Valley.